# Queen (альбом Нікі Мінаж)
Queen — четвертий студійний альбом реперки Нікі Мінаж . Він був випущений 10 серпня 2018 року Young Money Entertainment, Cash Money Records і Republic Records . Це був перший альбом Мінаж за майже чотири роки після The Pinkprint (2014). Запис альбому з кількома продюсерами розпочався наприкінці 2016 року й завершився у серпні 2018 року. Альбом включає в себе запрошених реперів та реперок Eminem, Foxy Brown, Future, Swae Lee і Lil Wayne ; разом зі співаками та співачками Аріаною Гранде, Labrinth і The Weeknd .
Дата виходу альбому двічі переносилася, перш ніж він вийшов на тиждень раніше запланованого терміну. Перед альбомом Queen вийшли сингли; " Chun-Li ", " Bed " за участю Аріани Гранде, " Barbie Dreams " і ремікс " Good Form " за участю Lil Wayne. " Fefe " з 6ix9ine і Murda Beatz було додано до версій альбому для стримінгових платформ протягом тижня після його випуску. Треки «Chun-Li», так і «Fefe» потрапили до першої десятки американського Billboard Hot 100 . Для подальшого просування альбому Мінаж запустила власну радіопрограму в прямому ефірі Queen Radio (яка транслювалася на Beats 1), кілька разів виступала на телебаченні та виступала наживо, та у лютому 2019 року вирушила у світовий тур The Nicki Wrld з Juice Wrld .
Після виходу альбому «Queen» отримав загалом позитивні відгуки від музичних критиків, які похвалили продакшн альбому, але висміяли його тривалість і відсутність режисури. Він дебютував під другим номером в американському Billboard 200 із 185 000 альбомними еквівалентами, з яких 78 000 припадає на чисті продажі альбомів. Він увійшов до першої десятки на інших музичних ринках, таких як Австралія, Канада, Нідерланди, Ірландія, Нова Зеландія, Норвегія, Швейцарія та Велика Британія. У січні 2019 року альбом отримав платиновий сертифікат Американської асоціації звукозапису (RIAA).

## Рецензії критиків
Альбом «Queen» отримав загалом позитивні відгуки від критиків, які високо оцінили його продакшн, але висміяли тривалість альбому і загальну відсутність режисури. На сайті Metacritic, який присвоює рецензіям з мейнстрімних видань середній рейтинг зі 100 балів, альбом отримав середній бал 70 на основі 22 рецензій.

### Подяки
| Публікація | Нагорода                   | ранг | Ref.   |
| ---------- | -------------------------- | ---- | ------ |
| Okayplayer | Найкращі альбоми 2018 року | 8    | [ 13 ] |

## Трек-лист
| Queen - трекліст - стандартне видання | Queen - трекліст - стандартне видання       | Queen - трекліст - стандартне видання                                                                | Queen - трекліст - стандартне видання         | Queen - трекліст - стандартне видання |
| #                                     | Назва                                       | Автор                                                                                                | Продюсери та продюсерки                       | Тривалість                            |
| ------------------------------------- | ------------------------------------------- | --- | --------------------------------------------- | ------------------------------------- |
| 1.                                    | «Ganja Burn»                                | Onika Maraj Jeremy Reid Jairus Mozee                                                                 | J. Reid                                       | 4:54                                  |
| 2.                                    | «Majesty» (with Labrinth featuring Eminem)  | Maraj Timothy McKenzie Marshall Mathers Luis Resto                                                   | Labrinth Eminem [b]                           | 4:55                                  |
| 3.                                    | «Barbie Dreams»                             | Maraj Rashad Smith Melvin Hough II Rivelino Raoul Wouter Christopher Wallace James Brown Fred Wesley | Rashad Smith Mel & Mus                        | 4:39                                  |
| 4.                                    | «Rich Sex» (featuring Lil Wayne)            | Maraj Dwayne Carter Reid Jawara Headley Aubry Delaine                                                | J. Reid Big Juice [b]                         | 3:12                                  |
| 5.                                    | «Hard White»                                | Maraj Matthew Samuels Ramon Ibanga Jr. Brittany Hazzard                                              | Boi-1da Illmind                               | 3:13                                  |
| 6.                                    | «Bed» (featuring Ariana Grande)             | Maraj Benjamin Diehl Gamal Lewis Brett Bailey Mescon David Asher Dwayne Chin-Quee                    | Ben Billions Beats Bailey Supa Dups Messy [a] | 3:09                                  |
| 7.                                    | «Thought I Knew You» (featuring the Weeknd) | Maraj Abel Tesfaye Hazzard Reid                                                                      | J. Reid                                       | 3:18                                  |
| 8.                                    | «Run & Hide»                                | Maraj Hazzard Rupert Thomas Jr. Masamune Kudo                                                        | Sevn Thomas Rex Kudo                          | 2:34                                  |
| 9.                                    | «Chun Swae» (featuring Swae Lee)            | Maraj Khalif Brown Leland Wayne                                                                      | Metro Boomin                                  | 6:10                                  |
| 10.                                   | «Chun-Li»                                   | Maraj Reid                                                                                           | J. Reid Nicki Minaj [a]                       | 3:11                                  |
| 11.                                   | «LLC»                                       | Maraj Rasool Diaz Wesley Dees Jason Fox                                                              | SoolGotHits DJ Wes JFK                        | 3:41                                  |
| 12.                                   | «Good Form»                                 | Maraj Michael Williams II Asheton Hogan                                                              | Mike Will Made It Pluss                       | 3:19                                  |
| 13.                                   | «Nip Tuck»                                  | Maraj Hazzard Jeremy Coleman Daniel Johnson June Nawakii                                             | JMIKE June Nawakii Kane Beatz                 | 3:27                                  |
| 14.                                   | «2 Lit 2 Late Interlude»                    | Maraj Hazzard Julian Gramma Adam King Feeney                                                         | J Gramm Frank Dukes                           | 0:55                                  |
| 15.                                   | «Come See About Me»                         | Maraj Hazzard Christopher Braide Henry Walter                                                        | Chris Braide Cirkut                           | 4:06                                  |
| 16.                                   | «Sir» (featuring Future)                    | Maraj Nayvadius Wilburn Wayne Xavier Dotson                                                          | Metro Boomin Zaytoven                         | 3:44                                  |
| 17.                                   | «Miami»                                     | Maraj Shane Lindstrom Diaz Douglas Patterson                                                         | Murda Beatz Sool [a]                          | 3:10                                  |
| 18.                                   | «Coco Chanel» (featuring Foxy Brown)        | Maraj Joshua Adams Inga Marchand Ashley Bannister Dillon Hart Francis Sonny Moore                    | J Beatzz Blank [a]                            | 3:44                                  |
| 19.                                   | «Inspirations (Outro)»                      | Maraj Adams Bannister Dillon Moore                                                                   | J Beatzz Blank [a]                            | 0:58                                  |
| 66:19                                 |                                             | |                                               |                                       |

| Queen - оновлений бонус-трек цифрового видання | Queen - оновлений бонус-трек цифрового видання         | Queen - оновлений бонус-трек цифрового видання                              | Queen - оновлений бонус-трек цифрового видання | Queen - оновлений бонус-трек цифрового видання |
| #                                              | Назва                                                  | Автор                                                                       | Продюсери та продюсерки                        | Тривалість                                     |
| ---------------------------------------------- | ------------------------------------------------------ | --------------------------------------------------------------------------- | ---------------------------------------------- | ---------------------------------------------- |
| 20.                                            | «Fefe» (6ix9ine featuring Nicki Minaj and Murda Beatz) | Daniel Hernandez Maraj Lindstrom Kevin Gomringer Tim Gomringer Andrew Green | Murda Beatz                                    | 2:59                                           |
| 70:00                                          |                                                        |                                                                             |                                                |                                                |

| Queen - бонус-трек для цифрового делюкс-видання | Queen - бонус-трек для цифрового делюкс-видання | Queen - бонус-трек для цифрового делюкс-видання | Queen - бонус-трек для цифрового делюкс-видання | Queen - бонус-трек для цифрового делюкс-видання |
| #                                               | Назва                                           | Автор                                           | Продюсери та продюсерки                         | Тривалість                                      |
| ----------------------------------------------- | ----------------------------------------------- | ----------------------------------------------- | ----------------------------------------------- | ----------------------------------------------- |
| 20.                                             | «Good Form» (разом з Lil Wayne)                 | Maraj Michael Williams II Asheton Hogan Carter  | Mike Will Made It Pluss                         | 3:57                                            |
| 70:16                                           |                                                 |                                                 |                                                 |                                                 |

## Чарти
| Chart (2018)                                       | Найвища позиція |
| -------------------------------------------------- | --------------- |
| Австралія Australian Albums (ARIA)                 | 4               |
| Австрія Austrian Albums (Ö3 Austria)               | 19              |
| Бельгія Belgian Albums (Ultratop Flanders)         | 11              |
| Бельгія Belgian Albums (Ultratop Wallonia)         | 8               |
| Канада Canadian Albums (Billboard)                 | 2               |
| Чехія Czech Albums (ČNS IFPI)                      | 44              |
| Данія Danish Albums (Hitlisten)                    | 18              |
| Нідерланди Dutch Albums (MegaCharts)               | 8               |
| Estonian Albums (Eesti Ekspress)                   | 11              |
| Фінляндія Finnish Albums (Suomen virallinen lista) | 11              |
| Франція French Albums (SNEP)                       | 7               |
| Німеччина German Albums (Offizielle Top 100)       | 18              |
| Greek Albums (IFPI)                                | 21              |
| Угорщина Hungarian Albums (MAHASZ)                 | 31              |
| Ірландія Irish Albums (IRMA)                       | 5               |
| Italian Albums (FIMI)                              | 19              |
| Японія Japanese Albums (Oricon)                    | 80              |
| New Zealand Albums (RMNZ)                          | 8               |
| Норвегія Norwegian Albums (VG-lista)               | 9               |
| Польща Polish Albums (ZPAV)                        | 27              |
| Шотландія Scottish Albums (OCC)                    | 15              |
| Slovak Albums (ČNS IFPI)                           | 15              |
| Spanish Albums (PROMUSICAE)                        | 19              |
| Swedish Albums (Sverigetopplistan)                 | 15              |
| Швейцарія Swiss Albums (Schweizer Hitparade)       | 5               |
| Велика Британія UK Albums (OCC)                    | 5               |
| Велика Британія UK R&B Albums (OCC)                | 1               |
| US Billboard 200                                   | 2               |
| США Top R&B/Hip-Hop Albums (Billboard)             | 2               |

| Chart (2018)                          | Позиція |
| ------------------------------------- | ------- |
| Australian Albums (ARIA)              | 69      |
| Canadian Albums (Billboard)           | 40      |
| French Albums (SNEP)                  | 185     |
| US Billboard 200                      | 42      |
| US Top R&B/Hip-Hop Albums (Billboard) | 25      |

| Chart (2019)                          | Позиція |
| ------------------------------------- | ------- |
| US Billboard 200                      | 96      |
| US Top R&B/Hip-Hop Albums (Billboard) | 67      |